# Pasos de héroe
Pasos de héroe es una película colombiana estrenada el 22 de septiembre de 2016. Dirigida por Henry Rincón, la película obtuvo varios reconocimientos en eventos internacionales como el Festival de Cine Listapad en Bielorrusia y el International Young Audience Film Festival, además de recibir dos nominaciones en los Premios Macondo.

## Sinopsis
Eduardo, un niño de diez años al que le falta una pierna debido al conflicto armado en Colombia, quiere convertirse en un gran futbolista. El director del hogar campesino en el que vive, Lucio, es un hombre retrógrado que regaña constantemente a Eduardo. Sin embargo, su profesor de música, un amante del fútbol, lo ayuda para que pueda cumplir su sueño y participe en el campeonato de fútbol local.

## Reparto principal
- Federico López es Eduardo.
- Héctor García es Carlos.
- Valentina Cifuentes es Valentina.
- Álvaro García Trujillo es Lucio.
- Marcela Valencia es Josefina.
- Luis Miguel Tuberquia es Jeronimo.